# 坑口駅 (香港)
坑口駅（こうこうえき）は香港新界西貢区にある香港鉄路（港鉄（MTR））将軍澳線の駅である。

## 駅構造
- 相対式ホーム2面2線の地下駅。ホームドア設置駅。

### 駅階層
| -                   | 上蓋物業                         | 蔚藍湾畔、連理街、行人天橋往南豊広場、東港城、 厚徳商場、新宝城、海悦豪園                      |
| G コンコース (地面) | コンコース                       | 出口、公共運輸交匯処、サービスセンター、駅商店 、自動券売機、自動照相機、ATM、 「e分鐘著數」機 |
| L1 ホーム           | 相対式ホーム、左側のドアが開く。 | 相対式ホーム、左側のドアが開く。                                                               |
| L1 ホーム           | ❶番線                            | →■将軍澳線宝琳方面→                                                                            |
| L1 ホーム           | ❷番線                            | ←■将軍澳線北角／康城方面                                                                       |
| L1 ホーム           | 相対式ホーム、左側のドアが開く。 |                                                                                                |

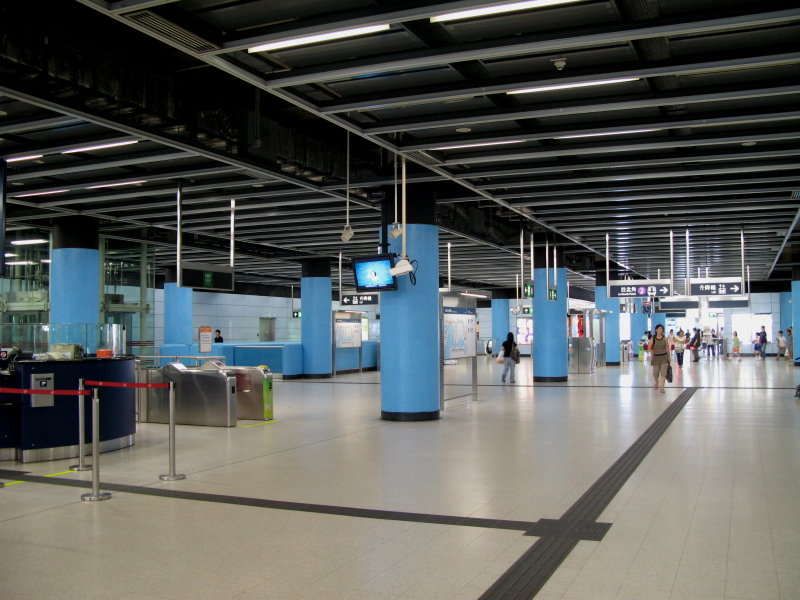
坑口駅コンコース
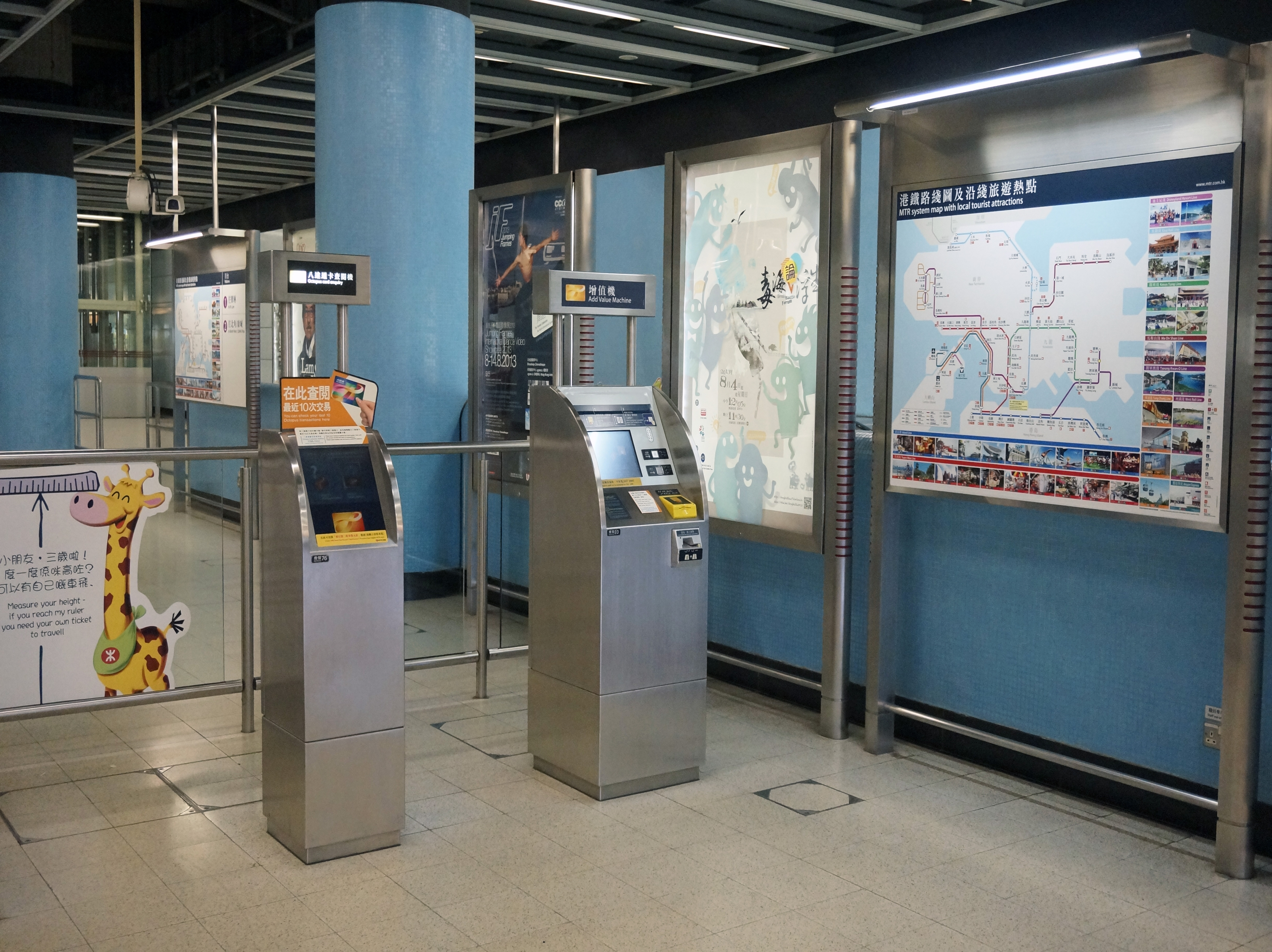
坑口站的八達通增値機及査閲機並非與售票機一同擺放
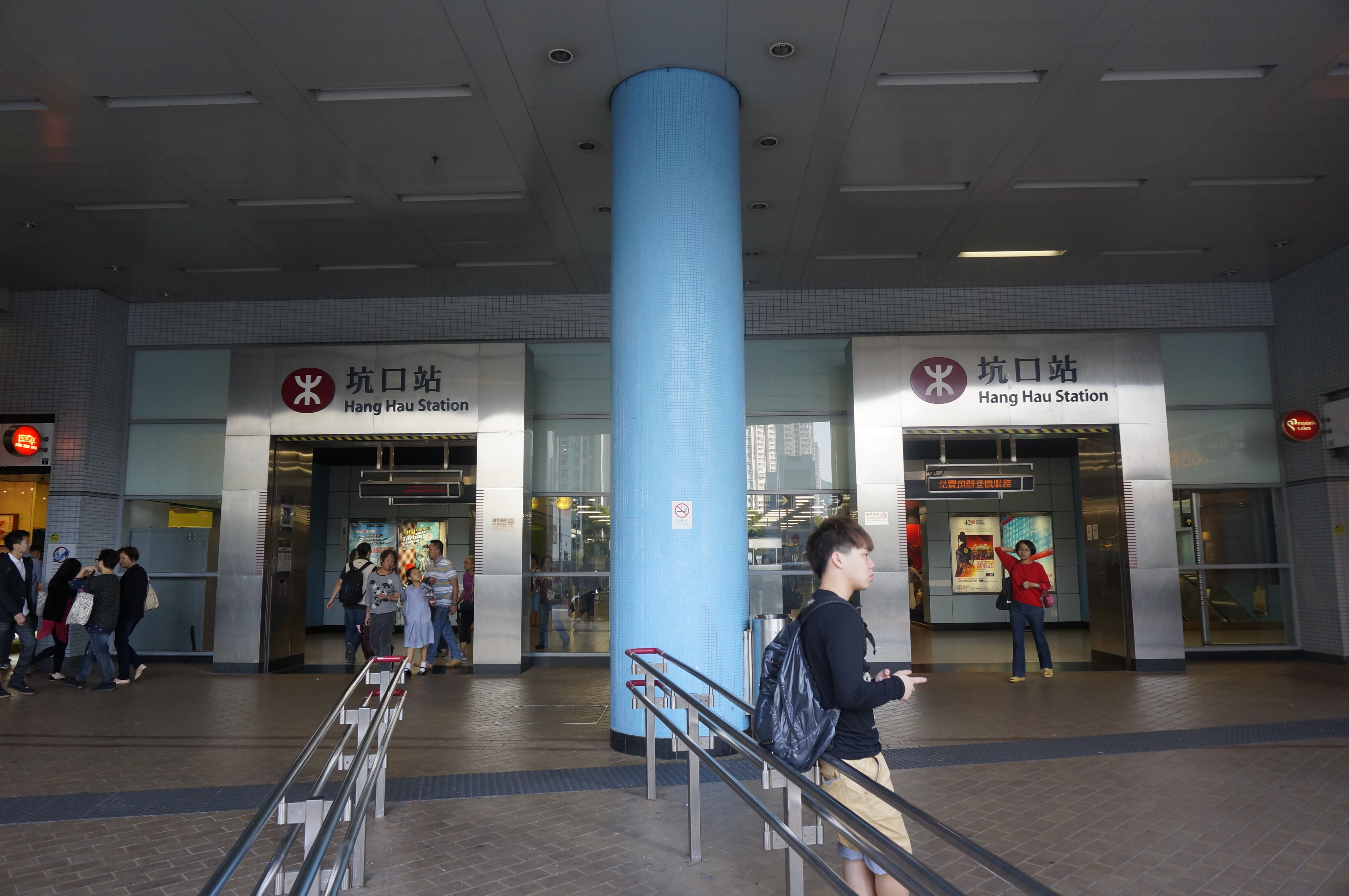
坑口駅A出口
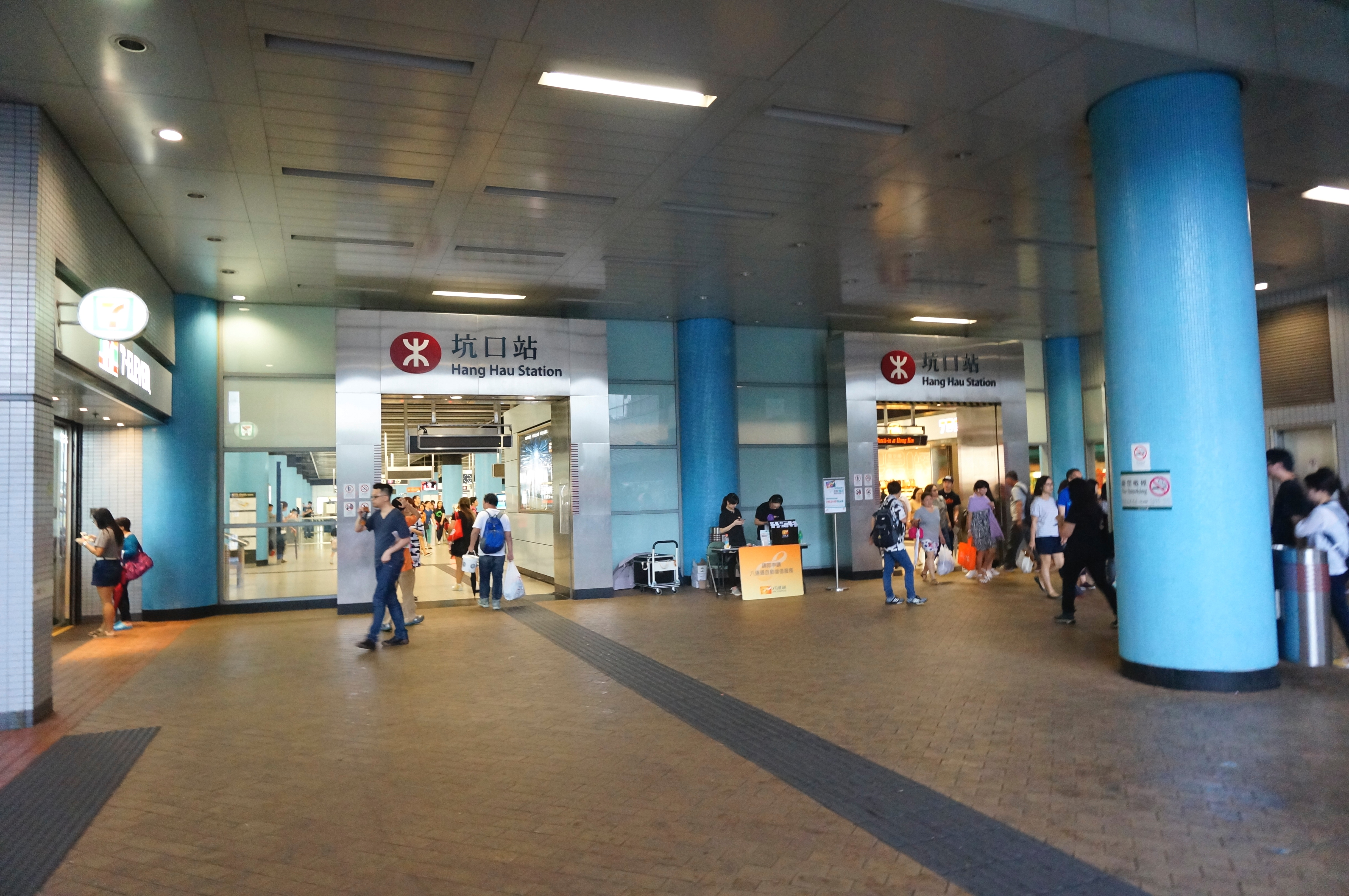
坑口駅B出口

## 駅構内施設
駅商店・自動サービス
| 駅商店 - セブン-イレブン - 美心西餅 - 栄華 - 西龍傳香飯団 - 自家素食 - 鴻福堂健康快線 - 零食物語 - 康維他 - 点点緑 - 盈健医務中心 - 快図美 - 補鞋站 - PCCW | 自動サービス - 恒生銀行ATM - 中国銀行（香港）ATM - 自動販売機 - 自動照相機 - 「e分鐘着數」機 - 香港郵政郵箱服務 |

### 駅出口（駅周辺）
| 出口番号     | 出口表示       | 目的地                                                                                             |
| ------------ | -------------- | -------------------------------------------------------------------------------------------------- |
| 出口 · A · 1 | 連理街商場     | 連理街商場、蔚藍湾畔、東港城、厚徳邨、厚徳商場、裕明苑                                             |
| 出口 · A · 2 | 安寧花園       | 安寧花園、馮晴紀念小学、天主教聖安徳勒堂                                                           |
| 出口 · A · 2 | 安寧花園       | 設有斜道及失明人士引導徑往返地面                                                                   |
| 出口 · B · 1 | 連理街商場     | 連理街商場、顕明苑、楽頤居、新宝城、海悦豪園、明徳邨、南豊広場、和明苑、煜明苑、仁済医院陳耀星小学 |
| 出口 · B · 1 | 連理街商場     | 設有斜道往返地面                                                                                   |
| 出口 · B · 2 | 公共運輸交匯処 | 公共運輸交匯処、フーニンガーデン、将軍澳医院                                                       |
| 出口 · B · 2 | 公共運輸交匯処 | 設有失明人士引導徑往返地面                                                                         |

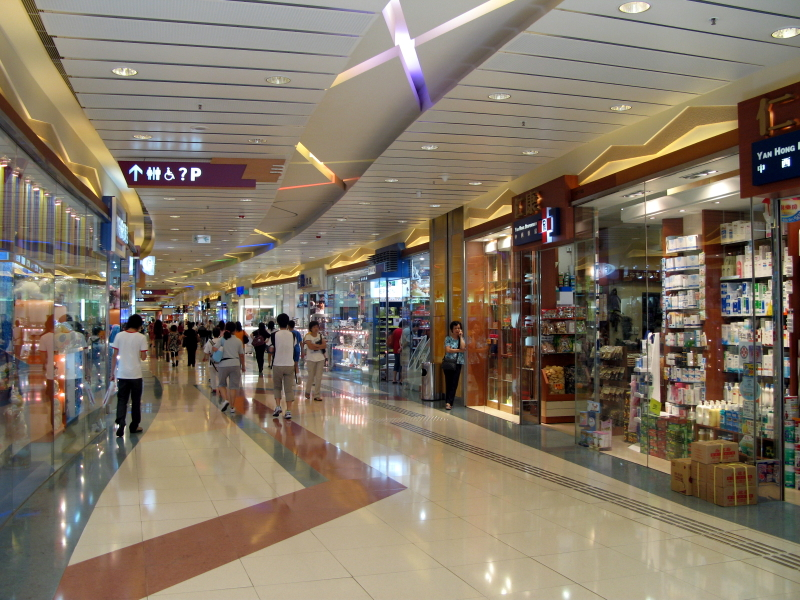
連理街ショッピングセンター
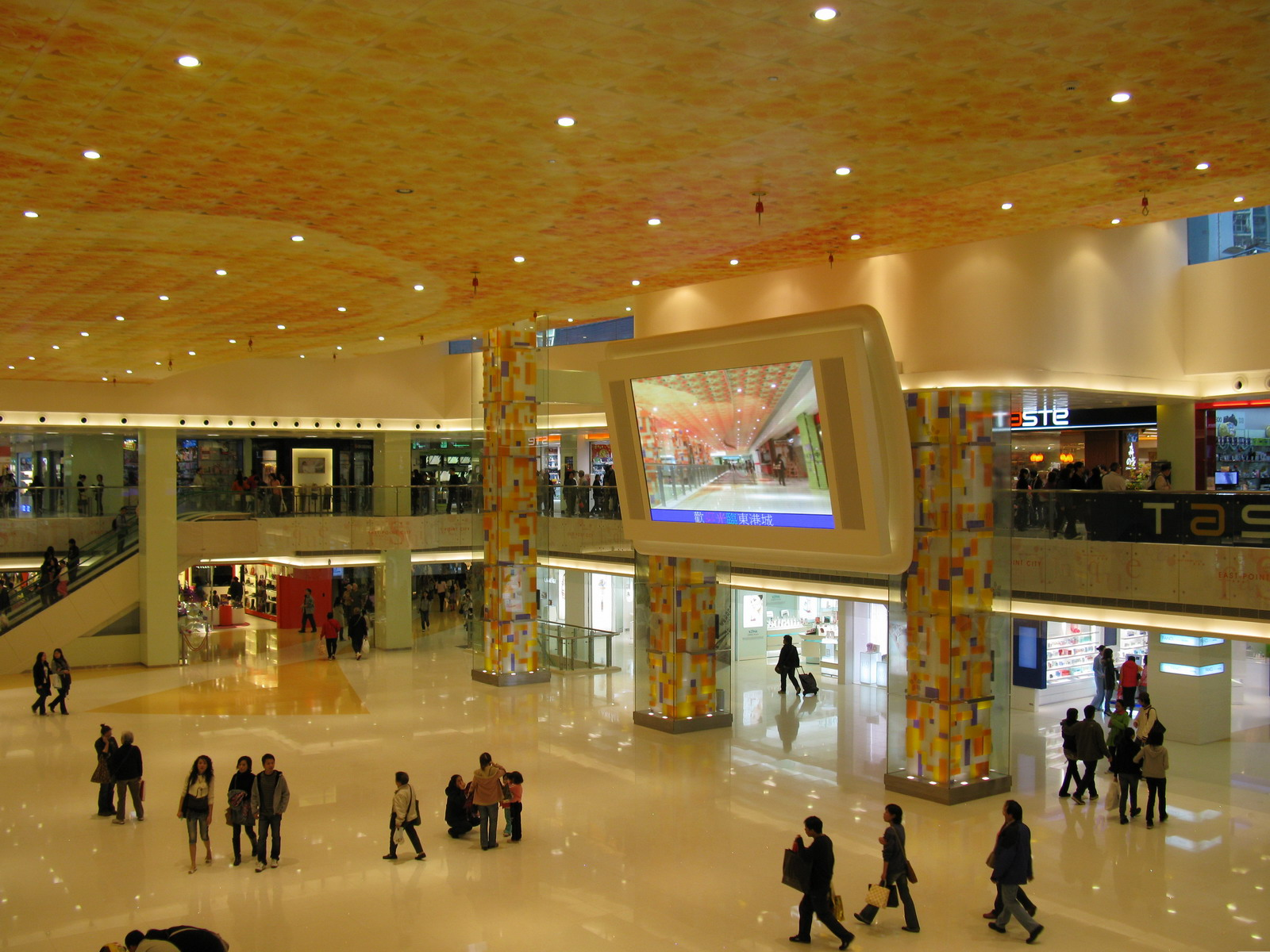
東港城
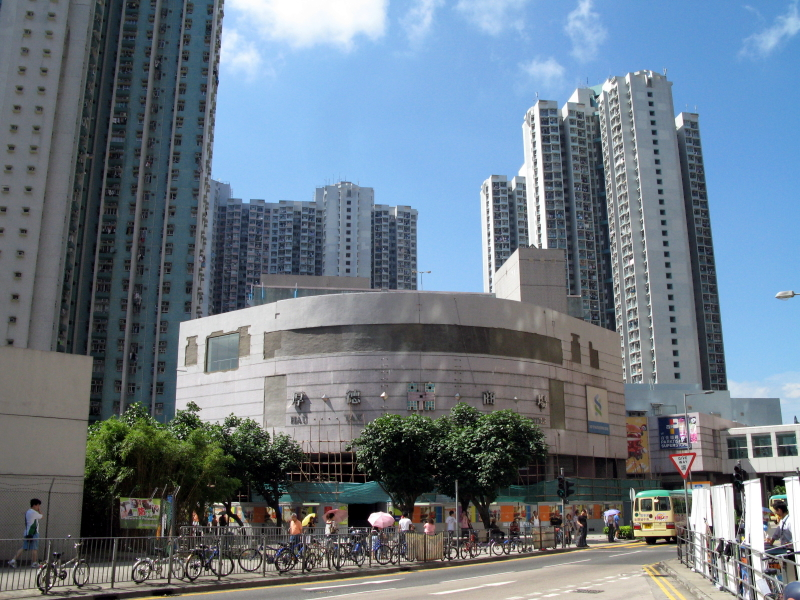
厚徳商場（厚徳ショッピングセンター）

## 接続交通一覧
バス
- 九龍バス：
  - 91M 宝琳 ↔ 鑽石山鉄路駅
  - 98A 坑口（北） ↺ 牛頭角鉄路駅
  - 98C 坑口（北） ↔ 美孚
  - 98D 坑口（北） ↔ 尖沙咀東
  - 296M 坑口鉄路駅 ↔ 康盛花園
  - 297 坑口（北） ↔ 紅磡碼頭
  - 298E 坑口鉄路駅 ↺ 将軍澳工業邨
  - 298F 坑口鉄路駅 ↺ 将軍澳工業邨
- 城巴
  - 798 － 調景嶺駅 ↔ 火炭（駿洋邨）

- 城巴
  - E22A 機場博覧館 ↔ 康盛花園

- 城巴
  - 694 － 調景嶺駅 ↔ 小西湾

ミニバス
Template:新界專線ミニバス列表
- 新界專線ミニバス：
  - 11 坑口村 ↔ 彩虹駅
  - 11A 坑口駅 ↔ 坑口村
  - 11M 香港科技大学 ↔ 坑口駅
  - 15 坑口（北） ↔ 康盛花園
  - 15A 坑口（北） ↺ 茵怡花園
  - 16 宝琳 ↔ 布袋澳
  - 18 坑口（北） ↔ 北角（百福道）
  - 101M 坑口駅 ↔ 西貢
  - 102 坑口駅 ↔ 新蒲崗（康強街）
  - 109M 清水湾半島 ↔ 坑口駅

- タクシー

市区タクシー乗り場
新界タクシー乗り場

## 歴史
- 2002年8月18日 - 開業。

## 隣の駅
香港鉄路
■将軍澳線
将軍澳駅 - 坑口駅 - 宝琳駅